# Voice of Asia

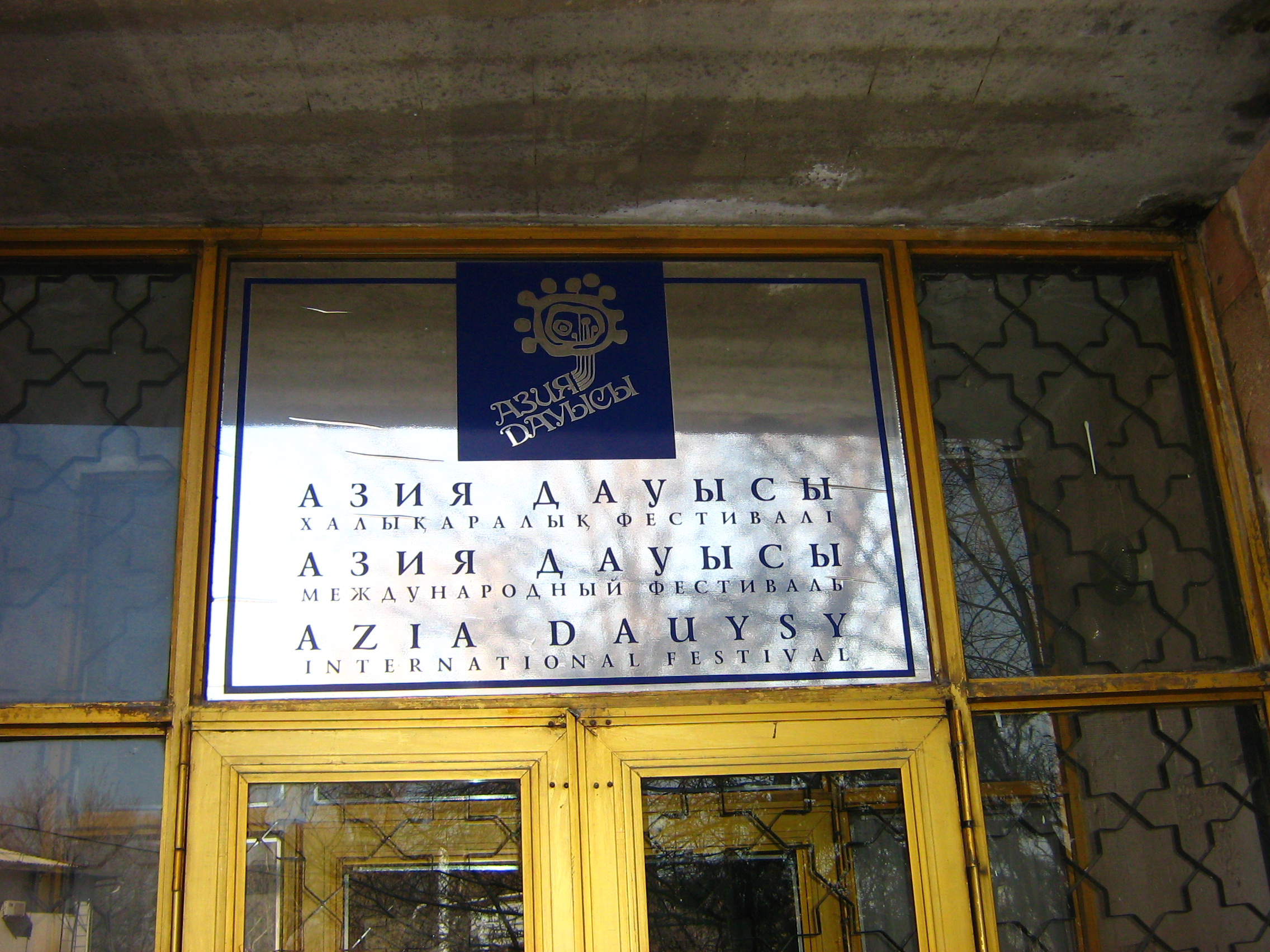
Siège de Voice of Asia à Almaty

Voice of Asia (Kazakh: Азия Дауысы, Azïya Dawısı; russe : Голос Азии, Golos Azii) est un festival de musique, organisé chaque année à  Almaty, Kazakhstan. Des dizaines d'artistes de toute l'Asie se succèdent sur la scène, durant plusieurs jours et plusieurs nuits. Quelques artistes occidentaux y sont également invités : Gangsters d'amour en 1990, Denez Prigent en 1991, etc. Le lieu habituel pour ce festival est un site en plein air est le Medeo, station de sports d'hiver et de  patinage de vitesse sur piste, située à la périphérie montagneuses du Tian Shan, à 17 kilomètres du centre d'Almaty. 
En 2005, l'événement a été suspendu en raison de difficultés financières.

## Synthèse du palmarès
| Année | Lauréat du Grand Prix | 1er prix Médaille d'or | 2e prix Médaille d'argent                  | 3e prix Médaille de bronze           |
| ----- | --------------------- | ---------------------- | ------------------------------------------ | ------------------------------------ |
| 2004  | Nico                  | Eka Deli               | Sheryn Regis                               | Alden Zhaksybekov Waheeda            |
| 2003  | Xu Yang (徐洋)        | Luminita Anghel        | Jed Madela Lawrence Gray                   | Marzhan Arapbaeva Charles Markterdin |
| 2002  | Siti Nurhaliza        | Veriko Turashvili      | Tahmina Ashimbekova Arnee Hidalgo          | Aldabergenov Zhaksybayev Roberts     |
| 2001  | Ladine Roxas          | Ruzica Cavic           | Bathiya and Santhush Liu Xiaochun (刘晓春) | Altynai Zhorabayeva Jay Day          |
| 2000  | Monica Anghel         | Anis Suraya            | Sun Jie (孙洁) Fabrizio Faniello           | Gulnur Orazymbetova Glenn Fredly     |
| 1999  | Manana Japaridze      | Edo Condologit         | Ding Dan (丁丹) Nelly Ciobanu              | Jimbo                                |
| 1998  | Luca Sepe             | Vladimir Stupin        | Tan Jing Elza Lila                         | Afia Mala                            |
| 1997  | AB-3                  | Guo Rong (郭蓉)        | Unknown                                    | Zamani slam                          |
| 1996  | Bauyrzhan Isaev       |                        |                                            |                                      |
| 1995  | Ziana Zain            |                        |                                            |                                      |
| 1994  | Suavi Saygan          |                        |                                            |                                      |
| 1993  | Sara                  |                        |                                            |                                      |
| 1992  | Şehnaz                |                        |                                            |                                      |
| 1991  | Geneva Cruz           | Ning Baizura           |                                            |                                      |
| 1990  | Kars                  |                        |                                            |                                      |